# Slopestyle

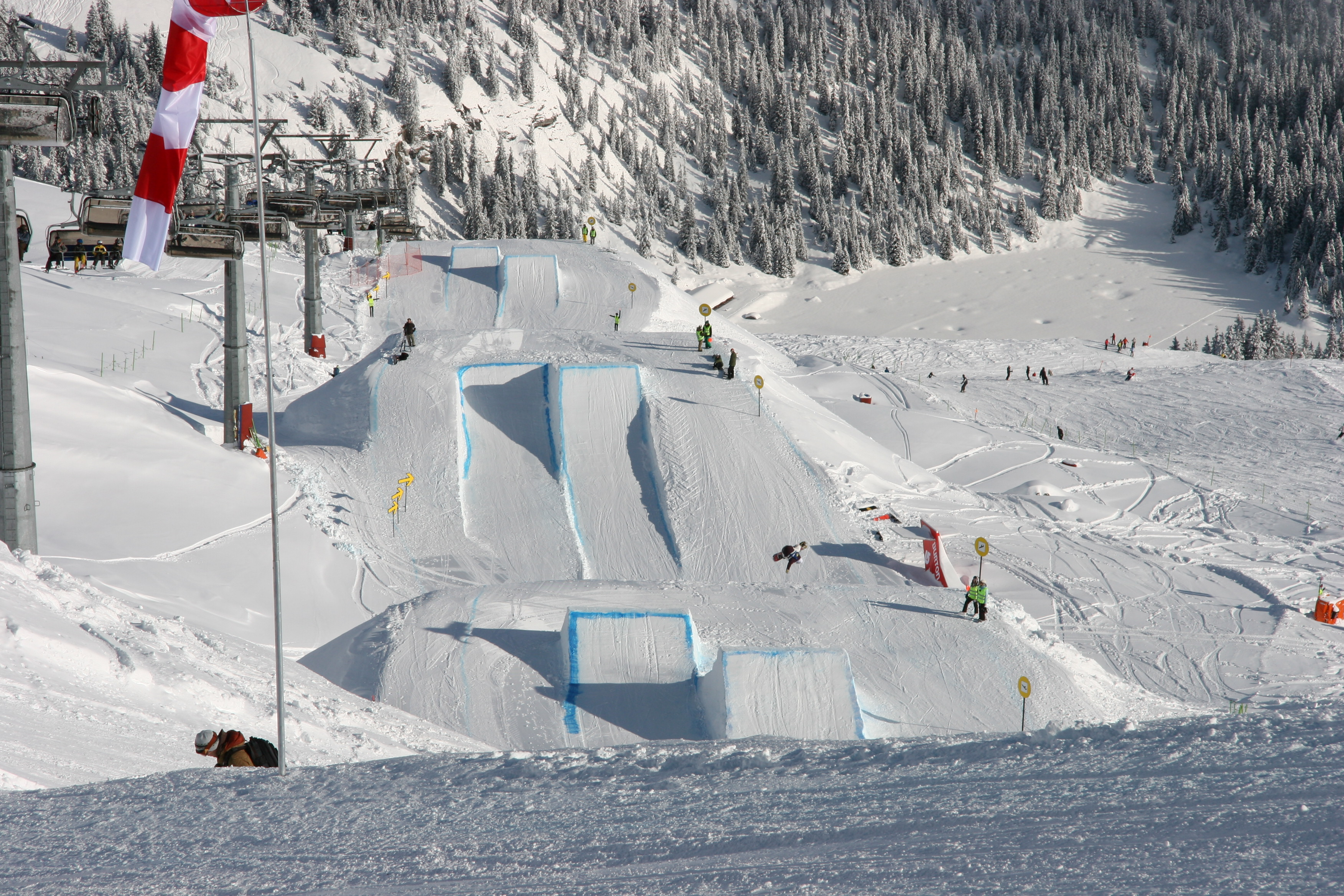
Pista per gare di slopestyle

Lo slopestyle è uno sport invernale e estivo, considerato estremo, sia maschile che femminile, ed è una delle discipline dello sci freestyle, dello snowboard e della Mountain bike. È diventato sport olimpico nella parte dello sci e dello snowboard in occasione dei Giochi olimpici invernali di Sochi 2014. Invece per la Mountain Bike lo slopestyle rimane ancora uno sport poco conosciuto, praticato in campionati organizzati da un privato. Esempi sono il Red Bull Joyride e il Crankworx.
L'obiettivo è realizzare, lungo una pista in discesa, dei salti e delle acrobazie che sono possibili grazie alla particolare conformazione del tracciato in cui sono presenti rampe, ringhiere e ostacoli. Dei giudici di gara assegnano un punteggio ad ogni concorrente in base all'altezza dei salti e alla difficoltà delle acrobazie eseguite, nonché alla corretta esecuzione di questi.
Facilissimo è riconoscere gli scii e le bici da slopestyle dato che gli scii sono molto corti e affusolati mentre le bici sono prive di ammortizzatori nella maggior parte dei casi e hanno i fili dei freno posti in modo tale che il manubrio possa effettuare un giro di 360°.